# Lomax (Illinois)
Pour les articles homonymes, voir Lomax.
Lomax, est un village du comté de Henderson dans l'Illinois, aux États-Unis,. Situé au sud-ouest du comté, il est incorporé le 28 janvier 1914.

## Démographie
Lors du recensement de 2010, le village comptait une population de 454 habitants. Elle est estimée, en 2016, à 414 habitants.